# Vilín virginský

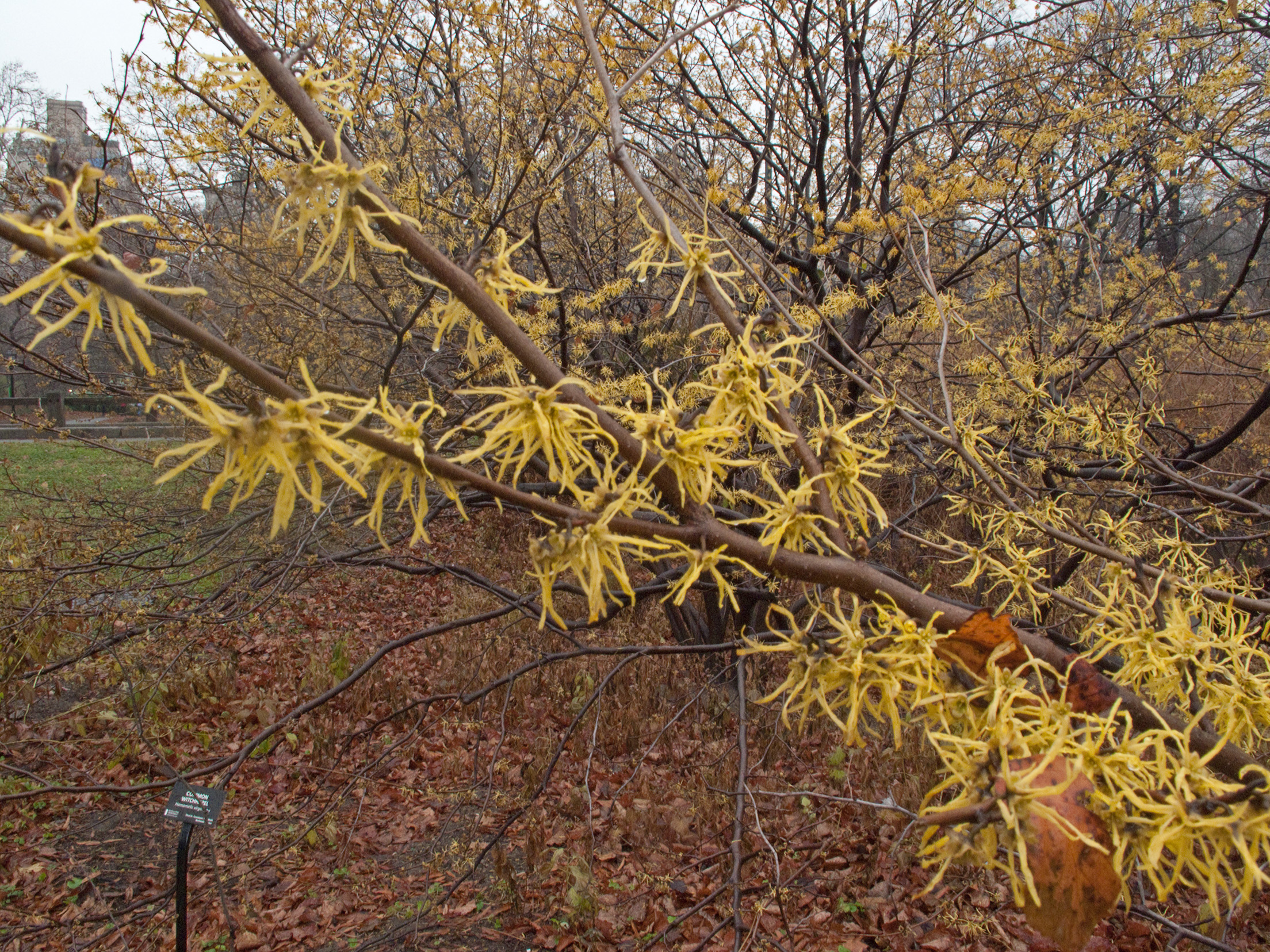
Kvetoucí keř

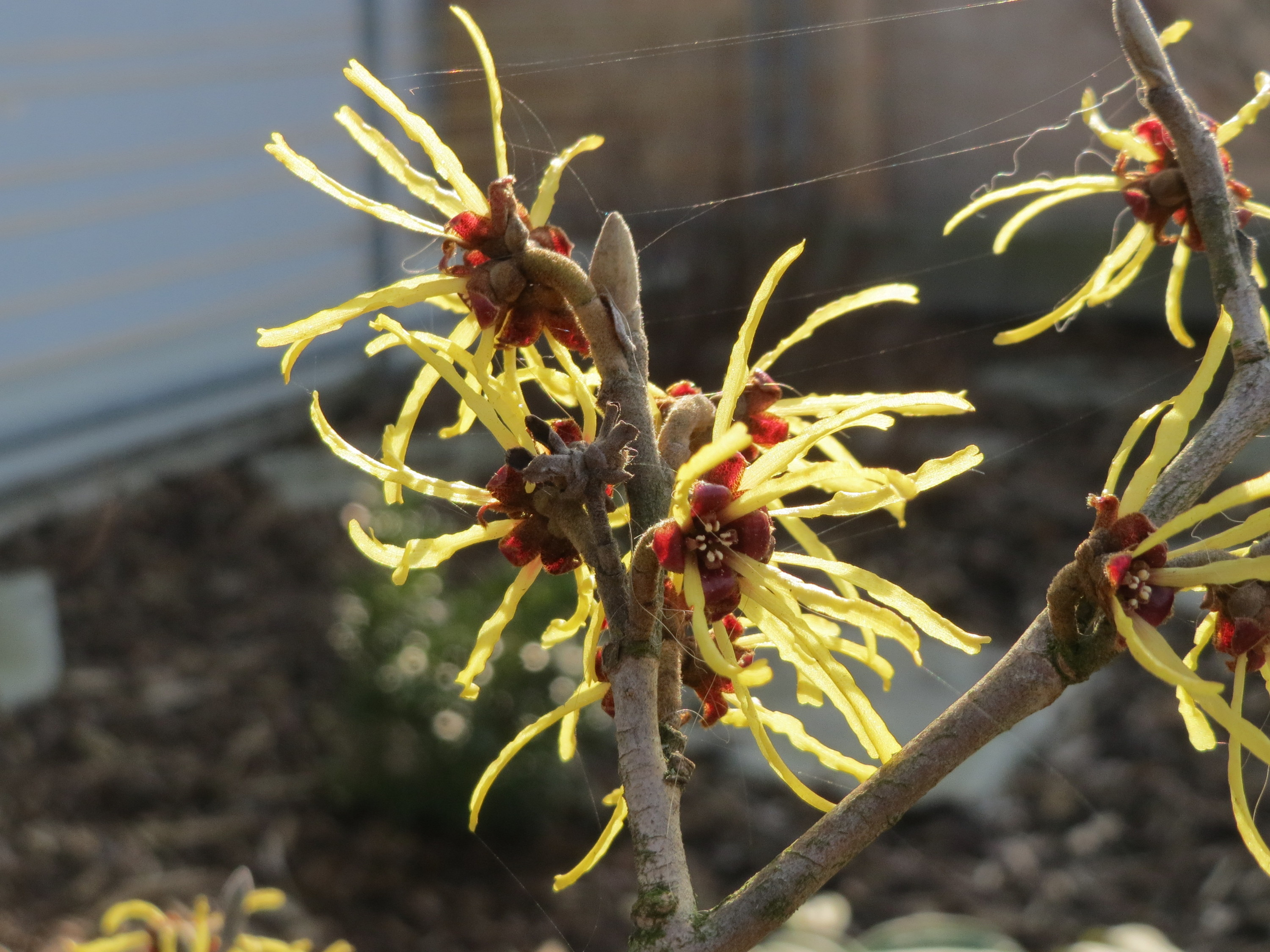
Květy

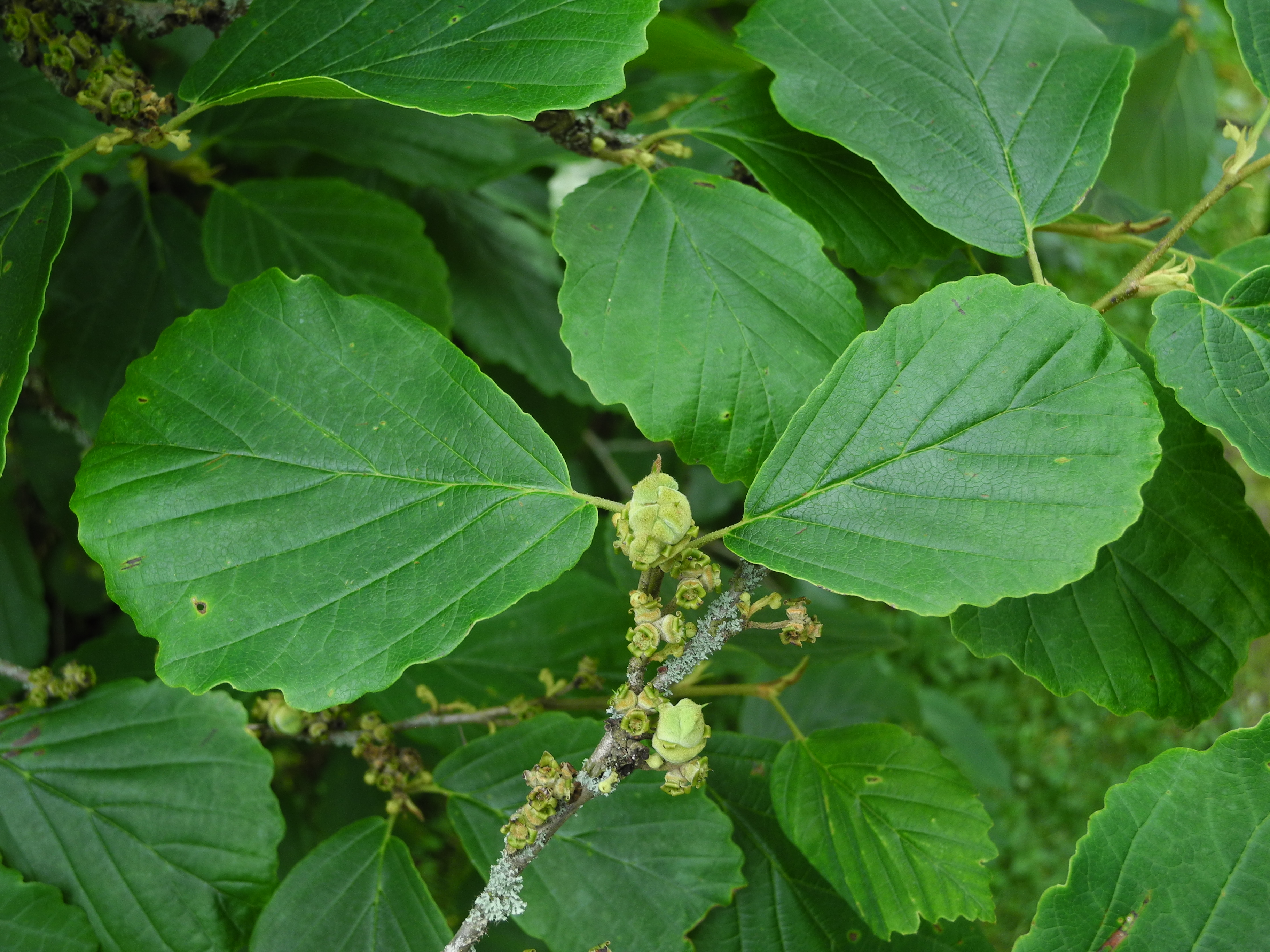
Listy

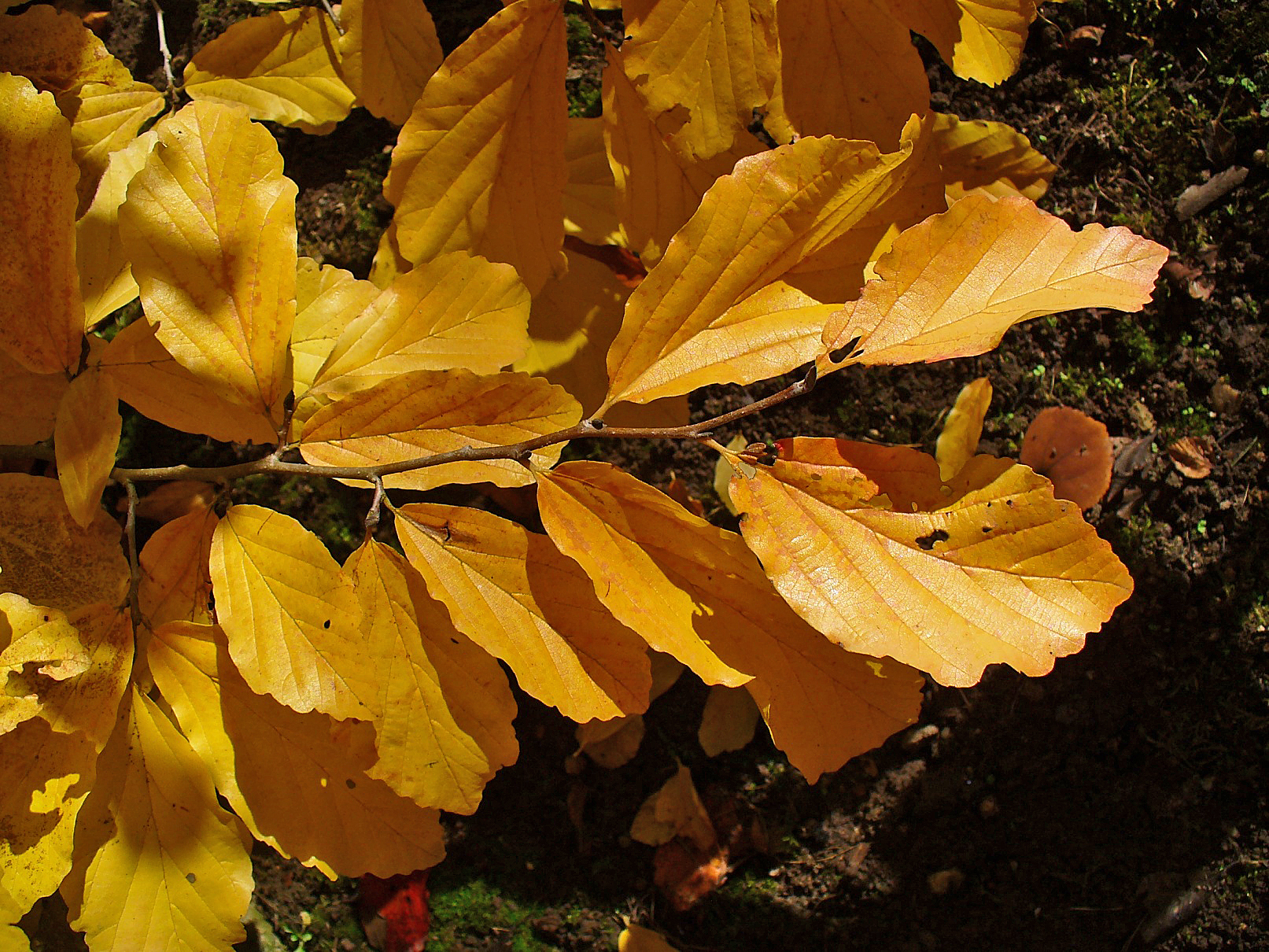
Listy na podzim

Vilín virginský (Hamamelis virginiana) je opadavý keř původem ze Severní Ameriky, který je zvláštní svou podzimní dobou kvetení. Bývá vysazován do parků a větších okrasných zahrad, kde se uplatní jako solitéra před tmavým pozadím.

## Rozšíření
Původní areál vilínu virginského není jen ve Virginií a okolí, ale rozkládá se po celé severovýchodní a jihovýchodní Severní Americe, od Nového Skotska, Québecu a Ontaria v Kanadě přes východní polovinu Spojených států po Floridu. Na východě je ohraničen Atlantským oceánem, na západě zasahuje do Minnesoty, Arkansasu a východního Texasu a na jihu až na severovýchod Mexika.
V Evropě byl jako raritní dřevina vysázen v roce 1736. V Čechách je pěstován již od poslední čtvrtiny 18. století, v roce 1776 rostl v dnes již neexistující jezuitské botanické zahradě v Praze.
V současnosti roste tato nenáročná dřevina v mnoha botanických zahradách. Může vytvářet i více kmenný strom vysoký 6 až 9 m, nejvyšší zaznamenaný strom rostoucí v Bedfordu ve Virginii byl koncem minulého tisíciletí vysoký 10,6 m a měl kmen o průměru 0,4 m.

## Ekologie
Ve své severoamerické domovině obvykle roste ve světlejších sušších i vlhkých lesích a křovinatých svazích od mořského pobřeží do vrchovin s nadmořskou výškou okolo 1500 m n. m. Poměrně proměnlivý druh, jenž se často vyskytuje jako podrost ve vzrostlých listnatých lesích, nebo vytváří husté porosty na březích vodních toků a jezer. Dobře roste v polostínu i na zcela zastíněných místech. Jeho výsadba je doporučována na severovýchodně orientovaných svazích, případně na severní straně domů, kde je častější polostín. Preferuje polohu chráněnou před chladnými vysychavými větry, mladé keře špatně snášejí suchou půdu. Kvete od října do listopadu, v době kdy již opadaly listy. Dřevnaté tobolky se zralými semeny se otvírají až následný rok v čase opadu listů. Počet chromozomů 2n = 24.

## Popis
Rozkladitý keř vysoký až 5 m porostlý opadavými, střídavými listy s krátce chlupatým řapíkem asi 1 cm dlouhým a kopinatými palisty. Listy bývají variabilními, lehce nesouměrné, čepele jsou široce obvejčité až kosníkovitě eliptické, 3,5 až 16,5 cm dlouhé a 2,5 až 13 cm široké, na bázi nesymetricky okrouhlé, po obvodě zvlněné a nepravidelně mělce zubaté, na konci špičaté, s pěti až sedmi páry zpeřených žilek na spodní straně. Listy jsou na líci tmavě zelené a matné, na rubu světle zelené a lesklé, před opadem se nápadně zbarvují do zlatožluta až purpurově červena.
Květy vyrůstají jednotlivě nebo po dvou až třech na koncích 1 cm dlouhých brachyblastů na dvou a víceletých větvích, jsou oboupohlavné, čtyřčetné a silně vonné, každý má dva či tři špičaté listeny. Kalich je tvořen čtyřmi krátkými, vytrvalými, tuhými, široce vejčitými, na koncích tupými, žlutozelenými až žlutohnědými, šupinovitými lístky. Korunní lístky, v poupěti spirálovitě stočené, jsou citronově žluté, dlouhé 10 až 20 mm a široké 1 mm, pentlicovité, rozestále a zkroucené. Tyčinky jsou čtyři, nesou prašníky se dvěma prašnými váčky otvírající se jednou chlopní, střídají se se čtyřmi plochými, zakrslými patyčinkami produkující u báze nektar. Gyneceum tvoří dva srostlé plodolisty. Polospodní semeník má dvě pouzdra, obě šídlovité čnělky jsou zakřivené. Květy bývají opylovány létajícím hmyzem, ve velké míře motýly.
Plod je hnědá, dřevnatá, obvejčitá, měchýřkovitá, dvouchlopňová, chlupatá tobolka se dvěma krátkými zobáčky, je dlouhá 1 až 1,5 cm a otvítá se explozívně od vrcholu. Obsahuje dvě podlouhlá, asi 7 mm velká semena, která jsou lesklá, hnědá až černá a bývají z tobolek vymrštěná do vzdálenosti až 10 m. Tobolky visí na větvích jednotlivě, nebo stejně jako květy, ve skupinkách po dvou až třech.

## Rozmnožování
Rostlina se většinou množí semeny, která se sklízejí ještě před prasknutí tobolky, obvykle koncem srpna. Vyklíčení suchého semene trvá asi 18 měsíců, požaduje dva měsíce teplé stratifikace, poté měsíc studené, dva týdny teplé a další čtyři měsíce studené stratifikace. Po vyklíčení by semenáče měly prvou zimu přezimovat ve skleníku. Dá se také rozmnožovat řízky z polo vyzrálého dřeva zasazených do studeného skleníku.

## Význam
Vilín virginský je pěstován v evropských zahradách a parcích hlavně pro pozdní dobu kvetení. Rozkvétá v době, kdy ostatní listnaté stromy a keře již shodily listy a jeho jasně žluté květy září na tmavém pozadí. Je mrazu odolný až do -35 °C a je zcela vhodný pro pěstování v klimatu střední Evropy. Není agresivní dřevinou, kořeny se rozrůstá jen minimálně a semena ve středoevropském klimatu jen málokdy uzrají a následně vyklíčí.
Kůra keře obsahuje hodně taninu a je používána u bylinkářů i v kosmetice, je adstringentní, hemostatická, sedativní a tonizující. Používá se jako zevní aplikace na pohmožděniny, bolavé svaly, křečové žíly, hemoroidy, bolavé bradavky a rozličné záněty kůže. Nálev z listů sloužívá ke zmírnění zánětů, vnitřních krvácení a očních zánětů. Z čerstvé kůry se vyrábí homeopatický lék užívaný se při léčbě krvácení z nosu a při prasklých křečových žilách. Výtažky z mladé kůry jsou důležitou složkou očních kapek a v kosmetice mýdel, pleťových krémů, pleťových vod a mastí k léčbě zánětů a krvácení.
Populace vilínu virginského, který roste na velké ploše, je stabilní a IUCN je hodnocen jako málo dotčený druh.